# Џамија Ел Нур (Нови Зеланд)
Џамија Ел Нур (арап. مسجد النور‎) највећа је џамија у Рикартону, приградском насељу Крајстчерча.

## Историјат
Грађена је у периоду од 1984—1985. године и била је најјужнија џамија на свету до 1999. године. Њен суоснивач био је др Мухамед Олијан из Јордана.
Године 2003. муслиманска заједница у Крајстчерчу је организовала Национални Маори дан муслимана у џамији. Исте године у локалној муслиманској заједници настала су неслагања око управљања џамијом, долазак нових припадника арапског и сомалског порекла изазвао је напетост са ранијим припадницима јужноазијског порекла, који имају умерену интерпетацију ислама и другачију културу.
Дана 15. марта 2019. године десио се напад на џамију и исламски центар у Крајстчерчу приликом којег је убијена 51 особа, а 49 рањено.